# 哈比人 (芬蘭電視劇)
《哈比人》（芬蘭語：Hobitit）是1993年芬蘭奇幻電視劇。劇情改編自J·R·R·托爾金的小說《魔戒》三部曲，但僅限於佛羅多·巴金斯和山姆·詹吉的故事線。由蒂莫·托里卡編劇及執導。於1993年3月29日至5月24日間在Yle TV1播出，共有九集，每集長度30分鐘。

## 演員
- 塔内利·麦凯莱（英语：Taneli Mäkelä） 飾 佛羅多·巴金斯
- Pertti Sveholm 飾 山姆·詹吉
- Jari Pehkonen 飾 皮瑞格林·圖克
- Jarmo Hyttinen 飾 梅里雅達克·烈酒鹿
- 韦萨·维耶里科（英语：Vesa Vierikko） 飾 甘道夫
- 卡里·韦内宁（英语：Kari Väänänen） 飾 咕魯、亞拉岡
- 维勒·维尔塔宁（芬蘭語：Ville Virtanen） 飾 勒苟拉斯
- Tomi Salmela 飾 金靂
- 馬蒂·索薩拉（英语：Martti Suosalo） 飾 比爾博·巴金斯
- Leif Wager 飾 愛隆
- 馬蒂·佩龍帕 飾 薩魯曼

## 外部連結
- 互联网电影数据库（IMDb）上《哈比人》的资料（英文）
- 豆瓣电影上《哈比人》的資料 （简体中文）